# Percnia nominoneura
Percnia nominoneura är en fjärilsart som beskrevs av Louis Beethoven Prout 1914. Percnia nominoneura ingår i släktet Percnia och familjen mätare. Inga underarter finns listade i Catalogue of Life.